# William F. De Saussure
William Ford De Saussure, född 22 februari 1792 i Charleston i South Carolina, död 13 mars 1870 i Columbia i South Carolina, var en amerikansk jurist och politiker (demokrat). Han representerade delstaten South Carolina i USA:s senat 1852-1853.
De Saussure utexaminerades 1810 från Harvard University. Han studerade sedan juridik och inledde sin karriär som advokat i South Carolina. Han tjänstgjorde 1847 som domare. Senator Robert Rhett avgick 1852 och efterträddes av De Saussure. Han efterträddes följande år av Josiah J. Evans.
Efter sin tid som advokat återvände De Saussure till arbetet som advokat i Columbia. Han gravsattes på Presbyterian Churchyard i Columbia.